# Coccyzus vetula
Il cuculo lucertola della Giamaica o cuculo lacertiero della Giamaica (Coccyzus vetula Linnaeus, 1758), è un uccello della famiglia dei Cuculidae.

## Sistematica
Coccyzus vetula non ha sottospecie, è monotipico.

## Distribuzione e habitat
Questo uccello vive in Giamaica.